# Антония Мария Португальская
Антония Мария Габриела Рафаэла Франциска де Ассиз Ана Сильвера Юлия Августа (порт. Antónia María Fernanda Micaela Gabriela Rafaela Francisca de Assis Ana Silvéria Júlia Augusta de Saxe-Coburgo e Bragança; 17 февраля 1845, Лиссабон — 27 декабря 1913, Зигмаринген) — португальская инфанта из династии Браганса. Дочь королевы Португалии Марии II и короля Португалии Фернанду II.

## Жизнь
Антония Мария родилась в 1845 году в Беленском двореце. 12 сентября 1861 года она вышла замуж за Леопольда Гогенцоллерн-Зигмарингена. Дети:
- Вильгельм (7 марта 1864 — 22 октября 1927), следующий князь Гогенцоллерн-Зигмаринген (1905—1927)
- Фердинанд (24 августа 1865 — 20 июля 1927), король Румынии Фердинанд I (1914—1927). С 1893 года женат на принцессе Марии Эдинбургской, дочери принца Альфреда Саксен-Кобург-Готского, герцога Эдинбургского, и великой княжны Марии Александровны Романовой
- Карл Антон (1 сентября 1868 — 21 февраля 1919), был женат с 1894 года на принцессе Жозефине Каролине Бельгийской, дочери Филиппа Бельгийского и Марии Гогенцоллерн-Зигмаринген.

Она умерла в 1913 году в Германской империи.

## Титулы
- 17 февраля 1845 – 12 сентября 1861: Её Королевское Высочество Инфанта Антония Португальская, принцесса Саксен-Кобург-Готская, герцогиня Саксонская
- 12 сентября 1861 – 3 сентября 1869: Её Королевское Высочество Наследная принцесса Гогенцоллерн-Зигмарингенская
- 3 сентября 1869 – 2 июня 1885: Её Королевское Высочество Наследная принцесса Гогенцоллернская
- 2 июня 1885 – 8 июня 1905: Её Королевское Высочество Принцесса Гогенцоллернская
- 8 июня 1905 – 27 декабря 1913: Её Королевское Высочество Вдовствующая принцесса Гогенцоллернская